# Municipio de Grand Island
El municipio de Grand Island (en inglés, Grand Island Township) es una municipio del condado de Alger, Míchigan, Estados Unidos. Según el censo de 2020, tiene una población de 35 habitantes.

## Geografía
Está ubicado en las coordenadas 46°31′18″N 86°39′26″O / 46.52167, -86.65722 (46.521736, -86.657119). Según la Oficina del Censo de los Estados Unidos, tiene una superficie total de 127.1 km², de la cual 58.2 km² corresponden a tierra firme y 68.9 km² es agua.

## Demografía
En el 2000, los ingresos promedio de los hogares eran de $76.094 y los ingresos promedio de las familias eran de $82.500. Los ingresos per cápita eran de $33.892. Los hombres tenían un ingreso per cápita de $61.250 contra $38.750 para las mujeres. Alrededor del 2.60% de la población estaba bajo el umbral de pobreza nacional.
De acuerdo con la estimación 2015-2019 de la Oficina del Censo, los ingresos promedio de los hogares son de $83.750. No hay personas bajo el umbral de pobreza nacional en la zona.